# Gisèle Mauricet
Gisèle Mauricet est une actrice québécoise née à Hull le 29 août 1931 et morte en Floride le 6 septembre 2003.

## Filmographie
- 1956-1971 : Les Belles Histoires des pays d'en haut : Rosa-Rose Ducresson
- 1967-1968 : La Boîte à Surprise et Marie Quat'Poches : Naphtaline
- 1968-1975 : Grujot et Délicat : Délicat
- 1969 : La Ribouldingue : Giroflée (1 épisode)
- 1980-1981 : Au jour le jour : Marie
- 1979-1982 : Chez Denise : Marguerite